# Гигантски свињски коров
лат. Heracleum mantegazzianum, познат и као гигантски свињски коров или гигантска медвеђа шапа, јесте монокарпна вишегодишња биљка из породице штитарки Apiaceae. H. mantegazzianum је такође познат и као цвет точка, гигантски крављи першун, гигантски крављи пашканат, или свињска трава. На Новом Зеланду се понекад назива дивљи пашканат (не треба га мешати са Pastinaca sativa) или дивља рабарбара.
Гигантски свињски коров пореклом је из западног кавкаског региона Евроазије. Уведен је у Британију као украсна биљка у 19. веку, а проширио се и на друге делове Западне Европе, Сједињених Држава и Канаде. Његови блиски сродници, Сосновскијев свињски коров и персијски свињски коров, слично су се проширили на друге делове Европе.
Сок гигантског свињског корова је фототоксичан и изазива фитофотодерматитис код људи, што доводи до појаве пликова и ожиљака. Ове озбиљне реакције последица су деривата фуранокумарина у листовима, корењу, стабљикама, цветовима и семену биљке. Због тога се у многим државама сматра штетним коровом.

## Етимологија
Назив врсте mantegazzianum дат је по Паолу Мантегаци (1831–1910), италијанском путнику и антропологу.

## Опис
Гигантски свињски коров типично расте до висине од 2 до 5 m. Под идеалним условима, биљка може достићи висину од 5,5 m. Листови су урезани и дубоко усечени. Зрела биљка има огромне листове, широке 1–1,5 m, понекад чак до 2,6 m ширине и до 3 m дужине, и чврсту, светлозелену стабљику са бројним тамноцрвено-љубичастим мрљама и упадљивим, грубим белим длакама, посебно у основи листа. Шупље, ребрасте стабљике имају пречник од 3 до 8 cm, повремено и до 10 cm, и могу нарасти преко 4 m у висину. Тамноцрвене мрље на стабљици окружују по једну длаку. Цваст у облику штита може имати пречник до 100 cm. Цветови су бели или зеленкастобели и могу бити радијално симетрични или изражено билатерално симетрични (зигоморфни). Плод је шизокарп, који се састоји од два сува, спљоштена, овална дела (мерикарпа). Семе је дугачко приближно 1 cm, са широко заобљеном основом и широким ивичним ребрима. Тамне је боје са смеђим линијама (витама), које се протежу дуж ¾ дужине семена.

### Животни циклус
Животни циклус гигантског свињског корова састоји се од четири фазе:
1. Биљке пре цветања: У првој години листови ничу из семена. Наредних година, листови расту из коренова који презимљавају, стварајући розету листова у нивоу тла, без надземне стабљике. Ова фаза пре цветања може трајати неколико година.
2. Биљке у фази цветања (средина лета): Након неколико година раста, биљка цвета, формирајући усправну стабљику из корена.
3. Стварање семена (крај лета/рана јесен): Биљка у цвету може произвести 20.000 семена.
4. Угинуће биљке (крај јесени/зима): Након што произведе семе, биљка умире, остављајући за собом осушене, усправне стабљике и цветне главе; семе полако опада и шири се помоћу ветра и животиња.

Изникле саднице су често морфолошки разноврсне, са назубљеним, перастим и заобљеним облицима листова који се готово увек уочавају у истој банци семена у тлу. Током првих неколико година раста, листови и стабљика биљке пре цветања умиру током зиме. У пролеће, биљка поново израсте из корена. Другим речима, гигантски свињски коров је зељаста вишегодишња биљка.
Гигантски свињски коров обично ствара цветну стабљику за 3 до 5 година, али може проћи и до осам година пре него што процвета ако су услови неповољни. У Чешкој Републици, једна биљка је расла дванаест година пре цветања. У сваком случају, када биљка коначно процвета, то се дешава између јуна и јула (на северној хемисфери).
Семе се типично ствара у августу. Једна цветајућа биљка производи у просеку 20.000 семена, док производња семена варира између 10.000 и 50.000 по биљци.
Гигантски свињски коров је монокарпна вишегодишња биљка, то јест, након што зрела биљка процвета и створи семе, цела биљка умире. Током наредне зиме, високе мртве стабљике обележавају места где су цветајуће биљке некада стајале. Семе се шири ветром на кратке удаљености, али га вода, животиње и људи могу пренети на веће удаљености. Већина семена (95%) налази се у горњих 5 cm тла, унутар неколико метара од матичне биљке. Семе може остати живо у банци семена у тлу дуже од пет година.
Семе депоновано у банци семена у тлу је у почетку у стању мировања (дорманције). Период мировања се прекида хладним и влажним условима јесени и зиме, па тако свеже депоновано семе мирује најмање до следећег пролећа, када ће проклијати приближно 90% до тада дормантног семена. Остатак остаје у стању мировања у банци семена.
Семе обично настаје унакрсним опрашивањем између две или више биљака, али је могуће и самоопрашивање. Више од половине семена насталих самоопрашивањем ће проклијати и дати здраве саднице. Стога, једно изоловано семе може створити нову колонију.

### Сличне врсте
Различите врсте рода Heracleum сличне су по изгледу, али се разликују по величини. H. mantegazzianum је међу највишима, типично достиже висину од 4 m (а понекад и више од 5 m), док врсте рода Heracleum пореклом из западне Европе, као што је H. sphondylium (обични свињски коров), или Северне Америке, као што је H. maximum (крављи пашканат), ретко прелазе висину од 3 m. Такође, постоје значајне разлике у величини цвасти, листова и стабљике H. mantegazzianum.
Следећа табела пореди карактеристике H. mantegazzianum, H. maximum и H. sphondylium:
|          | H. mantegazzianum (гигантски свињски коров)                                                                                 | H. maximum (крављи пашканат)                                                                     | H. sphondylium (обични свињски коров)                                                                                                   |
| -------- | --- | ------------------------------------------------------------------------------------------------ | --- |
| Висина   | Типично висока 3–4,5 m | Висока до 2,5 m                                                                                  | Висока до 2 m, ретко 2,5 m |
| Листови  | Сложени, режњевити листови, широки типично 100 cm, до 150 cm; зрели листови имају дубоке урезе и назубљене ивице            | Сложени, режњевити листови до 60 cm; зрели листови су мање урезани са мање назубљеним ивицама    | Сложени, режњевити листови до 60 cm; зрели листови су заобљенији, са мање назубљеним и длакавим ивицама                                 |
| Стабљика | Зелене стабљике пречника 3–8 cm, повремено до 10 cm, са тамноцрвено-љубичастим мрљама и грубим белим длакама у основи листа | Зелене, ребрасте стабљике пречника до 5 cm са финим белим длакама (без љубичастих мрља)          | Сивозелене, ребрасте стабљике пречника до 3 cm, грубо длакаве (без љубичастих мрља)                                                     |
| Цветови  | Бела цваст, типичног пречника 80 cm, до 100 cm, са 50–150 цветних зрака по цвасти; цвета од средине јуна до средине јула    | Бела цваст пречника до 30 cm са 15–30 цветних зрака по цвасти; цвета од краја маја до краја јуна | Бела (повремено ружичаста) цваст пречника до 25 cm са 12–25 цветних зрака по цвасти; цвета од јуна до септембра (понекад већ од априла) |
| Плод     | Ужи, овални плод дужине 9–11 mm                                                                                             | Срцолики плод                                                                                    | Широки, овални плод дужине 7–10 mm |

Постоје многе друге врсте; само у Европи се налази преко 20 врста рода Heracleum. Неколико њих достиже сличну величину, а неколико њих је фототоксично у мањој мери. Две друге врсте, H. sosnowskyi и H. persicum, достижу сличне величине и подједнако су штетне.

## Присуство у Србији
Инвазивна врста гигантског свињског корова, званично је забележена 2023. године у Србији, на подручју Панчевачког рита. Ова биљка је позната по свом агресивном и брзом ширењу, посебно у влажним стаништима каква се налазе у том подручју, чиме представља озбиљну претњу за локални екосистем јер потискује аутохтоне врсте.

## Распрострањеност
Гигантски свињски коров је широко распрострањен широм западне и северне Европе, посебно на теренима као што су приобална подручја и речне обале. Формирањем густих састојина, може потиснути домаће биљке и смањити станишта дивљих животиња. Проширио се и на североисточне и северозападне делове Сједињених Држава и јужну Канаду, и представља инвазивну врсту широм западне Европе; на местима где се настанио, потискује локалну домаћу врсту, H. sphondylium. У Канади се биљка јавља у већини провинција, осим у преријама. Примећена је у Квебеку од раних 1990-их. Ширење биљке у Онтарију почело је на југозападу, а примећено је 2010. на подручју Великог Торонта и округа Ренфру близу Отаве.
У САД, гигантски свињски коров се јавља у Мејну, Висконсину, и јужније све до Индијане, Мичигена, Мериленда и Њу Џерзија. У јуну 2018, пријављено је да расте у Вирџинији и Северној Каролини. Биљка је на савезном нивоу наведена као штетни коров у САД.
Блиско сродни свињски коров, Heracleum sosnowskyi, широко је распрострањен у Русији и балтичким државама, и присутан је у источној Европи.

### Историја
Heracleum mantegazzianum пореклом је из кавкаског региона Евроазије. Због своје импресивне величине, гигантски свињски коров је донесен у Европу и Северну Америку као украсна биљка и баштенска атракција.
Следеће историјске информације проистекле су из европског пројекта „Giant Alien“, који је покренут 2005.

#### Ширење по Европи
Heracleum mantegazzianum је први пут описан у научној литератури 1895, али је до тада више од десет европских земаља већ увезло биљку као "орнаменталну атракцију". Увођење H. mantegazzianum је први пут забележено у Великој Британији 1817. године, када је уврштен на листу семена у Кју ботаничкој башти у Лондону. Прва природна популација забележена је 1828. године, која је расла у дивљини у Шелфорду у Кембриџширу.
Ширење H. mantegazzianum по Европи настављено је несмањеним темпом до средине 20. века, када је опасност од гигантског свињског корова постала шире позната. Упркос упозорењима, међутим, баштовани, пчелари и фармери (за сточну храну) наставили су да је користе још 50 година. Heracleum mantegazzianum је коначно уклоњен са листе Краљевског хортикултурног друштва Велике Британије 2002. године.

#### Увођење у Северну Америку
Током 20. века, гигантски свињски коров је пренет у САД и Канаду ради излагања у арборетумима и викторијанским вртовима. Најранија забележена садња у Северној Америци била је 1917, у вртовима близу Хајленд парка у граду Рочестеру, Њујорк.
До 1950. године, гигантски свињски коров се појавио у јужном Онтарију, и у року од четврт века биљка се чврсто усталила у тој провинцији. Први пут је сакупљена у Новој Шкотској 1980. и у Квебеку 1990. године. Гигантски свињски коров је и даље био доступан за куповину у канадским расадницима чак и 2005.
На западној обали Северне Америке, H. mantegazzianum се појавио у Орегону, Вашингтону и југозападној Канади, али није јасно како је врста доспела у овај регион. Први извештаји о гигантском свињском корову у Британској Колумбији објављени су 1930-их година.

#### Русија
Heracleum mantegazzianum се није проширио по Русији. Друга слична, веома велика врста свињског корова, H. sosnowskyi, такође пореклом из кавкаског региона, уведена је у руску пољопривреду почевши од 1947. као крмна биљка, а касније се самоникло проширила широм Русије и неких других земаља источне Европе.

## Екологија

### Инвазивност
Због своје фототоксичности и инвазивне природе, гигантски свињски коров се често активно уклања. Европска унија је финансирала пројекат Giant Alien за сузбијање ове биљке. Дана 2. августа 2017, ова врста је додата на Листу инвазивних страних врста које изазивају забринутост у Унији, чиме су уведена ограничења на држање, увоз, продају, узгој и раст, а од влада је затражено да је откривају и искорењују широм ЕУ. У Уједињеном Краљевству, према Wildlife and Countryside Act 1981, садња или изазивање раста гигантског свињског корова у дивљини сматра се кривичним делом.
У САД, свињски коров је регулисан као савезни штетни коров, и илегално га је уносити у САД или премештати међудржавно без дозволе Министарства пољопривреде (USDA). Одељење за заштиту животне средине државе Њујорк има активан програм за сузбијање гигантског свињског корова од 2008. Године 2011, државни хортикултуристи Мејна известили су да је пронађен на 21 различитој локацији у тој држави, са бројем биљака од једне до стотину.

### Хибриди
Пријављени су хибриди између инвазивних примерака H. mantegazzianum и домаћих популација H. sphondylium у Британији; карактеристике таквих биљака су углавном између карактеристика две врсте. Хибриди се обично јављају само када је H. sphondylium мајка-биљка.
Забележени су и други примерци који имају морфологију између две врсте, али чији је хибридни статус неизвестан.

## Фототоксичност сока
Сок гигантског свињског корова је фототоксичан и изазива фитофотодерматитис код људи, што доводи до појаве пликова и ожиљака. Ове озбиљне реакције последица су деривата фуранокумарина у листовима, корењу, стабљикама, цветовима и семену биљке. Због тога се у многим регионима сматра штетним коровом.
Фототоксична реакција може почети већ 15 минута након контакта са соком. Фотосензитивност достиже врхунац између 30 минута и два сата након контакта, али може потрајати и неколико дана. Власти саветују да се сви људи (посебно деца) држе подаље од гигантског свињског корова. Приликом руковања биљком треба носити заштитну одећу, укључујући заштиту за очи. Делове тела који дођу у контакт са соком гигантског свињског корова треба одмах опрати сапуном и хладном водом, а даље излагање сунчевој светлости треба избегавати најмање 48 сати. Друге врсте рода Heracleum, као што је H. maximum, такође су фототоксичне, па се стога саветује сличан опрез. Због физичке сличности са другим свињским коровима из рода Heracleum, гигантски свињски коров и његови блиски сродници понекад се мешају са безопасним биљкама. Осим фототоксичности при спољашњем контакту, тровање људи гутањем није забележено, а конзумација малих количина биљке не сматра се штетном, иако га ипак треба избегавати због очигледне и екстремне опасности коју представља боравак у близини биљке. Чини се да конзумација од стране неких животиња на испаши не изазива штету, а овце су коришћене као средство за сузбијање гигантског свињског корова у Шкотској. Шумска служба САД наводи да свиње и говеда могу да је једу без очигледне штете.

## У популарној култури
Албум Nursery Cryme из 1971. године прогресив рок групе Genesis садржи песму „The Return of the Giant Hogweed“. Текст песме, са елементима црног хумора, описује напад свињског корова на људску расу, дуго након што је биљку први пут „ухватио“ и донео у Енглеску један викторијански истраживач.
У свом роману Curse of the Giant Hogweed из 1985. године, популарна ауторка мистерија Charlotte MacLeod смешта свог познатог лика Питера Шендија и његове колеге у измишљену верзију Велса како би истражили гигантски свињски коров који угрожава британске живе ограде.
Биљка је приказана у трећој епизоди десете сезоне телевизијске серије The Walking Dead, где расте из зомбија са којима се лик сусреће, због чега он губи способност да јасно види.